# دراغ لينيهان
دراغ لينيهان (بالإنجليزية: Darragh Lenihan)‏ (16 مارس 1994 بجزيرة أيرلندا في جمهورية أيرلندا - ) هو لاعب كرة قدم أيرلندي في مركز الهجوم. شارك مع منتخب جمهورية أيرلندا تحت 17 سنة لكرة القدم ومنتخب جمهورية أيرلندا تحت 20 سنة لكرة القدم ومنتخب جمهورية أيرلندا تحت 21 سنة لكرة القدم. أما مع النوادي، فقد لعب مع بلاكبيرن روفرز ونادي بيرتن ألبيون.

## وصلات خارجية
- دراغ لينيهان على موقع الاتحاد الدولي (مؤرشف)  (الإنجليزية)
- دراغ لينيهان على موقع الاتحاد الأوربي (الإنجليزية)
- دراغ لينيهان على موقع قاعدة بيانات كرة القدم.إي يو (الإنجليزية)
- دراغ لينيهان على موقع ناشيونال فوتبول تيمز (الإنجليزية)
- دراغ لينيهان على موقع Soccerbase.com (لاعب) (الإنجليزية)
- دراغ لينيهان على موقع Soccerway.com (الإنجليزية)